# Lucas Guillaume
Lucas Guillaume (Montpellier, 15 de abril de 1991) es un jugador francés de rugby de ascendencia española que se desempeña como tercera línea en el club US Dax de la Rugby Pro D2. Además de competir con su club en Francia, es internacional absoluto con la Selección Española, donde acumula 27 caps.
Aunque las últimas temporadas ha estado disputando la Pro D2 francesa con el Racing Club Narbonne Méditerranée, en 2018, Lucas Guillaume fue uno de los jugadores duramente sancionados tras los incidentes acontecidos en Bruselas tras el Bélgica–España clasificatorio para la Copa Mundial de Rugby de 2019 de Japón. El jugador fue sancionado de inicio con 14 semanas de suspensión, que posteriormente fue reducida. 
No obstante, él y su compañero de equipo y selección, Sebastien Rouet, fueron despedidos por su club, el RC Narbonne. Además, su despido se produjo una vez finalizado el periodo de fichajes, por lo que los internacionales españoles no podían fichar por ningún otro equipo salvo que fuera por un medical joker. 
Por ello, en octubre de 2018, decide salir de Francia y fichar por Sanitas Alcobendas. En agosto de 2019 vuelve a Francia fichando por el club de Fédérale 1 Sporting Club Albi. 
Tras 5 temporadas, el 24 de junio de 2024 firmó con la US Dax, de la segunda división de Francia. 

## Palmarés
- Montpellier Campeòn de Francia Frantz Reichel (menos de 21 anos): 2011
- Fédérale 1: 2015
- Copa del Rey de Rugby: 2019